# Ernst-Peter Rabenhorst
Ernst-Peter Rabenhorst (* 14. Dezember 1940 in Greifenberg) ist ein ehemaliger deutscher Diplomat. Er war Botschafter der DDR in der Volksdemokratischen Republik Jemen.

## Leben
Nach dem Besuch der Oberschule und dem Abschluss des Abiturs studierte Rabenhorst von 1958 bis 1963 Arabistik an der Martin-Luther-Universität Halle. Sein Studium schloss er als Diplom-Philosoph ab. Von 1963 bis 1969 war er Hochschullehrer und Mitarbeiter des Ministeriums für Hoch- und Fachschulwesen der DDR. 1970 trat er in den diplomatischen Dienst der DDR und war bis 1973 Mitarbeiter an der Botschaft der DDR in Bagdad. Anschließend war er Mitarbeiter der Abteilung Internationale Verbindungen im ZK der SED. Von Mai 1978 bis 1981 war Rabenhorst Botschafter der DDR in Aden. Ab 1981 wirkte er als Sektorenleiter in der Abteilung Internationale Verbindungen des ZK der SED, zuletzt als stellvertretender Abteilungsleiter.

## Werke
- Die VDR Jemen auf sozialistisch orientiertem Entwicklungsweg. In: Einheit, Jg. 32 (1977), Heft 1, S. 111ff.
- Der Rote Oktober und die national befreiten Staaten Asiens uns Afrikas. In: Einheit, Jg. 42 (1987), Heft 10/11, S. 1020–1025.

## Auszeichnungen
- Orden Banner der Arbeit Stufe III (1983)